# Cirma
Cirma – stacja kolejowa w miejscowości Voverova, w gminie Rzeżyca, na Łotwie. Położona jest na linii Rzeżyca - Zilupe.

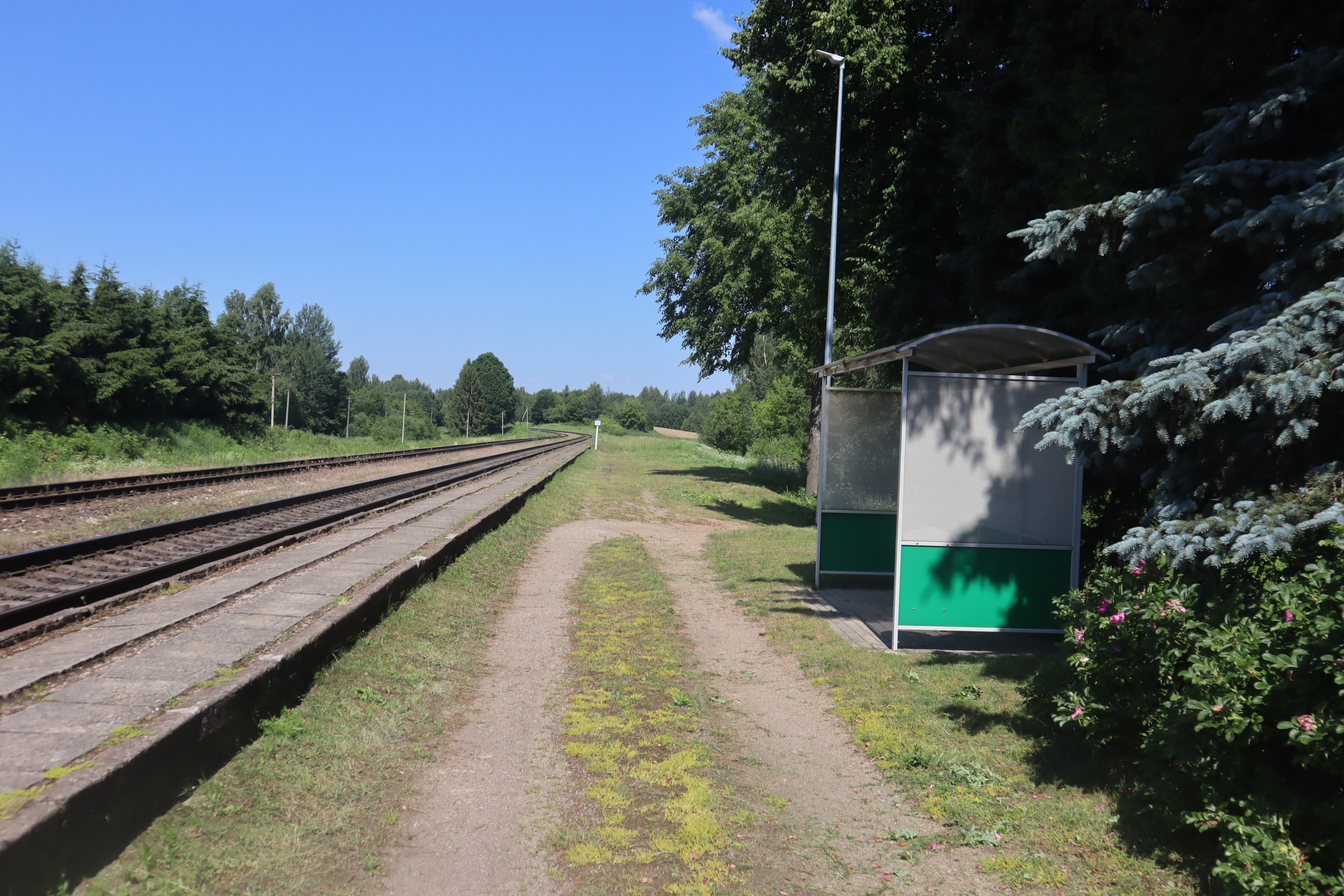
Widok w stronę Rzeżycy
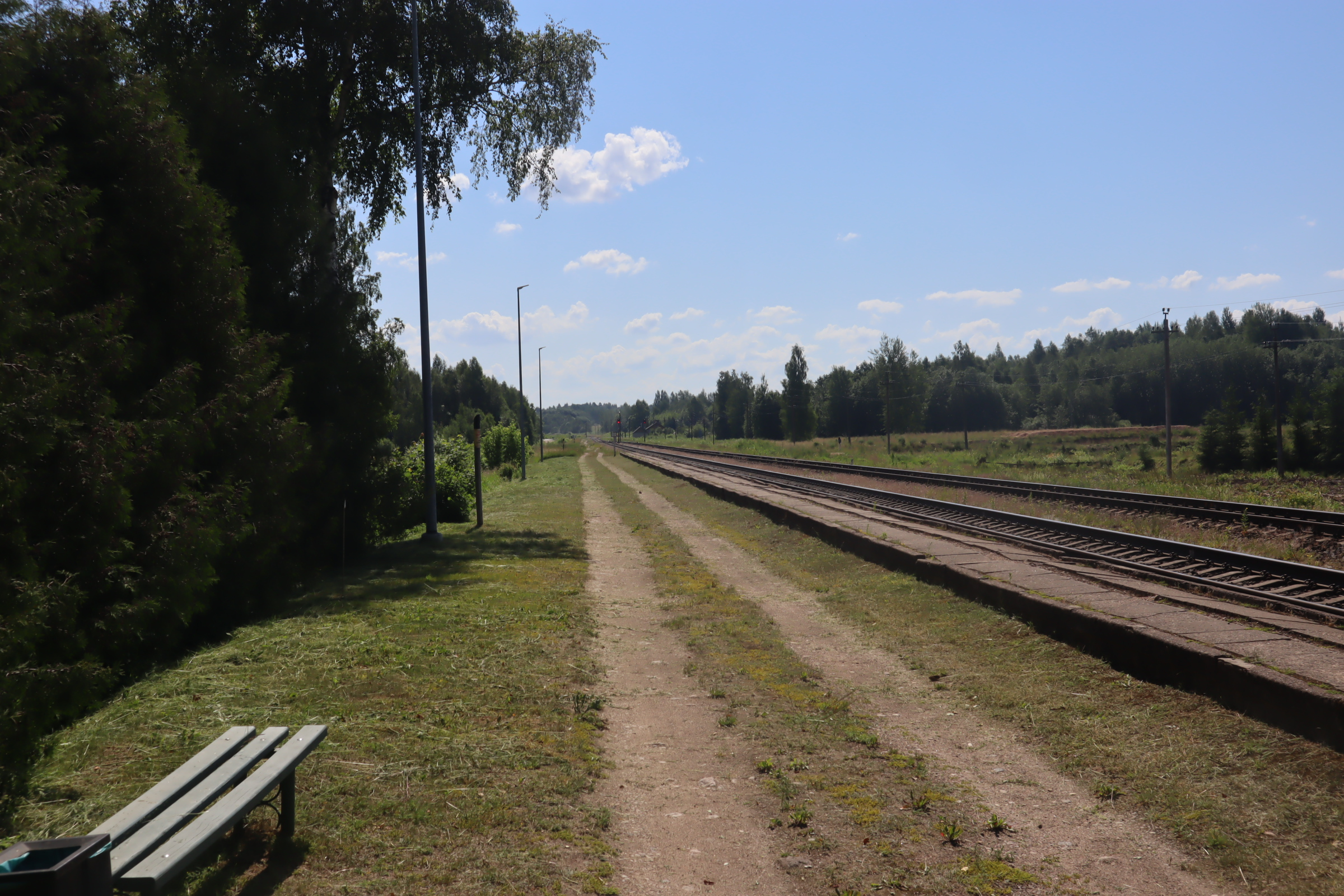
Widok w stronę Zilupe